# والي ديزموند
والي ديزموند (بالإنجليزية: Wally Desmond)‏ هو لاعب دوري الرغبي نيوزيلندي، (و. 1906  م).